# ایان
ایان (به انگلیسی: Aeon یا Eon) در اصل به معنای «زندگی»، «نیروی حیاتی» یا «بودن»، «نسل» یا "دوره‌ای از زمان است. با این‌حال می‌توان آن را در معنای «عصر»، «ابدیت»، «بی‌زمان» یا «برای همیشه» هم ترجمه کرد. این کلمه یک ترجمه لاتین از کلمه یونانی باستان ὁ αἰών است (ho aion) است که خود برگرفته از کلمه قدیمی‌تر αἰϝών (aiwon) به معنای «قرن» است. این کلمه در زبان یونانی و به صورت تحت‌الفظی به معنای یک بازه زمانی صد ساله است. معنای اخیر آن کم و بیش شبیه کلمه سانسکریت کالپا و کلمه عبری اولام است.